# Щебёночная свая
Щебёночная свая (англ. vibro stone column) — строительный конструктив, состоящий из заполненной уплотнённым щебнем скважины. Применяется для укрепления слабых грунтов, склонных к разжижению — в первую очередь таких, как глины и суглинки, особенно под действием сейсмических деформаций. Обычно монтаж щебёночной колонны осуществляется специальной «флотирующей вибросистемой», которая одновременно создаёт скважину и сразу наполняет её щебнем с уплотнением. С этим связан английский термин «vibro stone column» (дословно — «вибро-каменная колонна»).
Примером использования щебёночных свай является строительство Крымского моста.
На обывательский взгляд просто засыпанный «столб камней» — это довольно странная строительная конструкция. Она действительно не используется для опоры несущих конструкций за исключением оснований под плитный фундамент. Обычно щебёночные сваи монтируются рядом со свайным фундаментом с целью укрепления грунта, в который погружены основные сваи из металлических труб или железобетона. При статической нагрузке щебёночные сваи играют малую роль, но при динамическом сдвиге грунтов, хотя это покажется невероятным, начинают себя вести подобно физике больших жёстких пружин. Кроме этого, даже уплотнённый щебень представляет собой пористую структуру и через себя стравливает избыточное давление воды в обвоженных глинах и суглинках. Всё это в совокупности уменьшает деформации и сокращает время стабилизации деформаций, что исключает возможность разжижения и потери прочности грунтов при сейсмическом воздействии.
Деформации фундаментов с применением щебёночных свай снижаются на практике в 2—6 раз.